# Altes Rathaus (Rüthen)

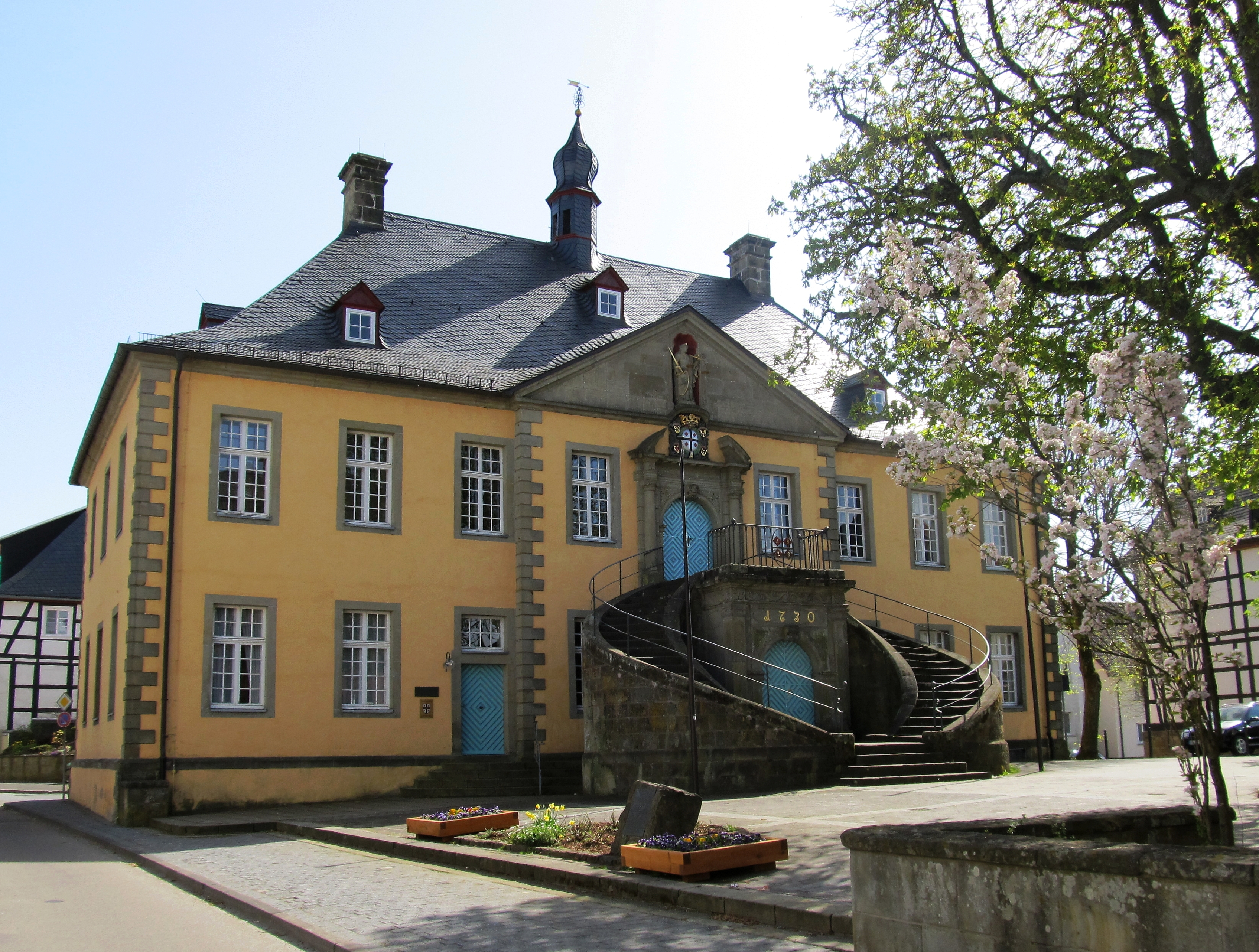
Altes Rathaus

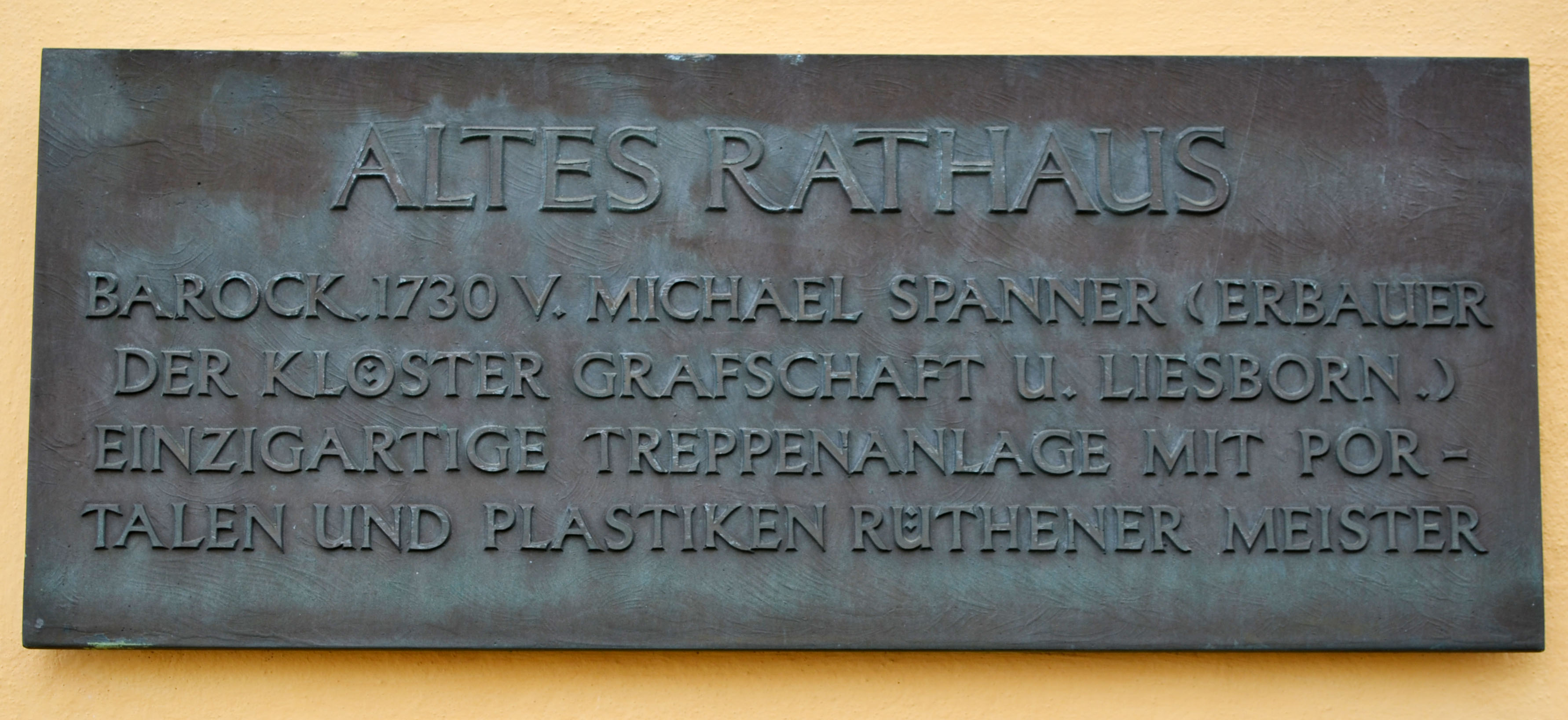
Gedenktafel am alten Rathaus

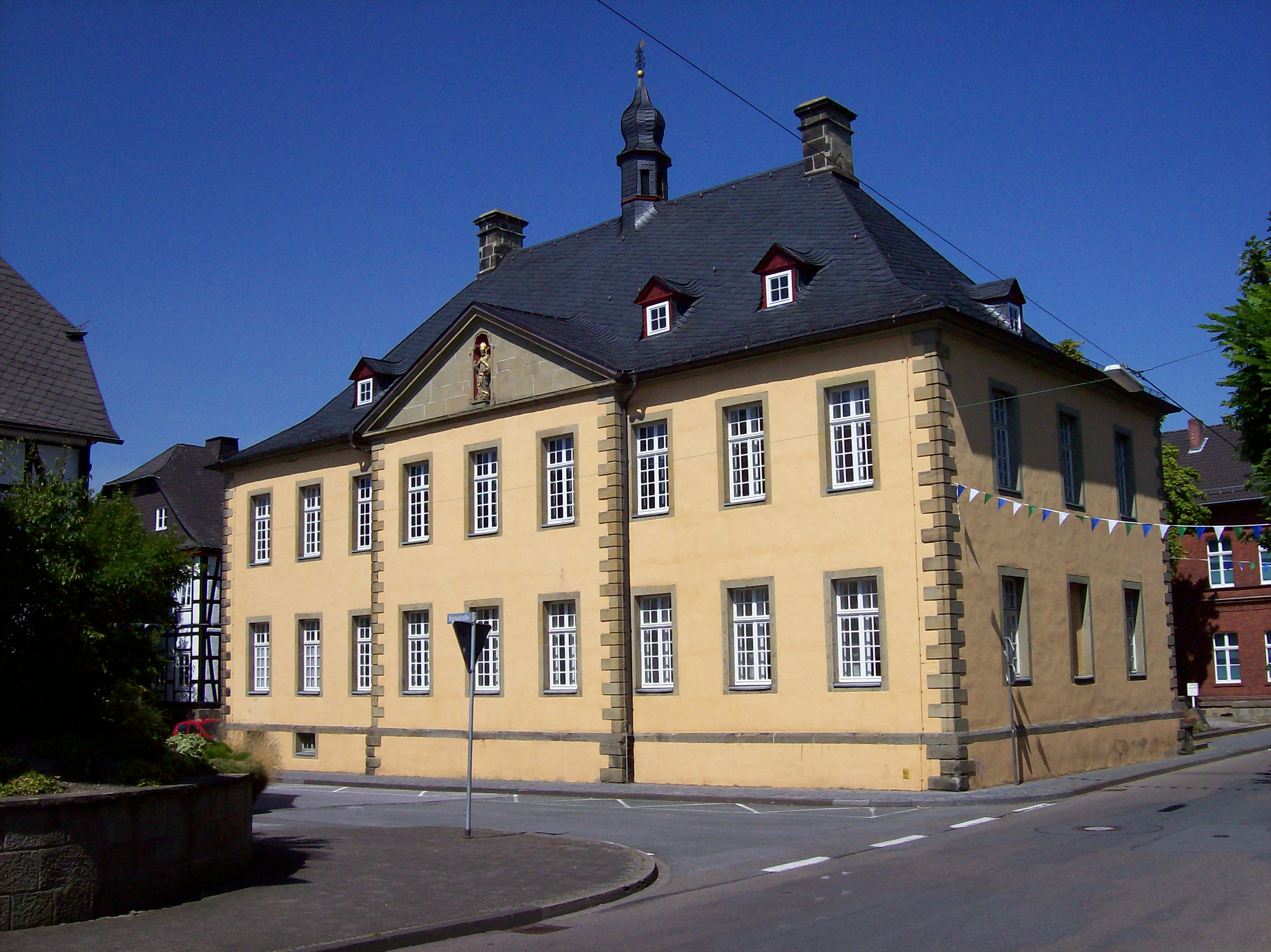
Rückseite

Das Alte Rathaus Rüthen ist ein denkmalgeschützter Profanbau in Rüthen, einer Stadt im Kreis Soest in Nordrhein-Westfalen.

## Geschichte und Architektur
Ein erstes Rathaus, allerdings an anderer Stelle wurde Ende des 14. Jahrhunderts erwähnt. 
Der stattliche Barockbau wurde von 1726 bis 1730 nach Plänen von Michael Spanner als verputzter Barockbau mit Grünsandsteineinfassungen erbaut. Er ist mit übergiebelten Mittelrisaliten und einem Wappenportal versehen. In den Figurennischen der Mittelrisalite stehen Figuren des Hl. Nikolaus und der Justitia. Eine Besonderheit ist die mit 1730 bezeichnete mächtige, zweiläufige Außentreppe aus Rüthener Sandstein. In ihrer Bauart ist sie wohl einzigartig in Westfalen. Im Inneren sind das Trauzimmer mit einem späterer Zeit eingezogenen Kreuzgratgewölbe und der Bürgersaal mit einer Balkendecke erhalten. Die Glocke von 1663 ist dem Johannes de la Paix zugeschrieben.